# Nemesia crassimana
Espèce
Nemesia crassimana est une espèce d'araignées mygalomorphes de la famille des Nemesiidae.

## Distribution
Cette espèce est endémique de Castille-et-León en Espagne,. Elle se rencontre vers Real Sitio de San Ildefonso.

## Description
Le mâle holotype mesure 10 mm.

## Publication originale
- Simon, 1873 : Aranéides nouveaux ou peu connus du midi de l'Europe. (2e mémoire). Mémoires de la Société royale des sciences de Liège, sér. 2, vol. 5, p. 187-351, réimprimé seul p. 1-174 (texte intégral).